# Melanoplus lakinus
Melanoplus lakinus es una especie de saltamontes perteneciente a la familia Acrididae. Se encuentra en América del Norte.